# Música de feria

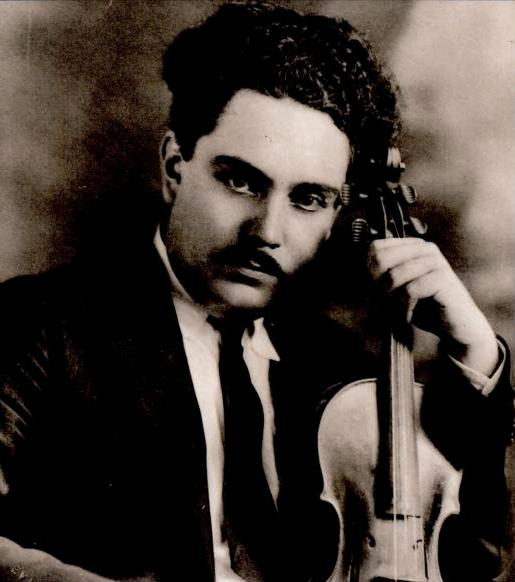
Silvestre Revueltas, compositor mexicano creador del Cuarteto de cuerdas o "música de feria".

Música de feria, también conocida como Cuarteto de cuerdas n.º 4, es una pieza para cuarteto de cuerdas tradicional (dos violines, una viola y un violonchelo) creada por el compositor mexicano Silvestre Revueltas y es la obra más interpretada y grabada de los cuartetos del compositor.

## Historia
La pieza fue compuesta en 1932 y estrenada el 7 de noviembre de 1933, probablemente por el Cuarteto Clásico Nacional, cuenta con una dedicatoria al Dr. Manuel Guevara Oropeza, médico psiquiatra reconocido de la época y amigo de Revueltas. La obra puede compuesta durante los primeros años del periodo compositivo de Revueltas (1929-1932), por lo que, al igual que otras obras de ese periodo, son descritas como una introducción al desarrollo que tendrán sus obras posteriores.
Música de feria es el último de cuatro cuartetos compuestos entre 1930 y 1932:
- Cuarteto de cuerdas no. 1, compuesto en 1930 y estrenado en 1931;
- Cuarteto de cuerdas no. 2 Magueyes, compuesto en 1931;
- Cuarteto de cuerdas no. 3. compuesto en 1931 y estrenado el 2 de septiembre del mismo año; y
- Cuarteto de cuerdas no. 4 Música de feria.[2]

## Análisis
Música de feria es una pieza que posee variedad de ritmos y temas que se mezclan formando un collage auditivo que aluden a los sonidos contrastantes de las ferias mexicanas. La obra es considerada como nacionalista debido a su temática y características sonoras, sin embargo, sus contrastes rítmicos y sonoros poseen características estridentistas, vanguardia mexicana en la que el compositor participará posteriormente.
La obra está compuesta como un movimiento formado por cuatro secciones: Allegro, Lento, Allegro-Giocoso y Allegro tempo.

## Ediciones de la música impresa
- Cuarteto de cuerdas núm. 4, Nueva York, Southern Music Publishing Co. Inc.